# Noorderbuitenpolder
De Noorderbuitenpolder is een voormalig waterschap in de Nederlandse provincie Groningen. Het schap was opgericht als de Polder van K.F. Hemminga en stond daarom ook bekend als de Hemminga's polder.
Het schap lag in de bocht van de huidige N362 bij de afslag naar Midwolda. De molen van de polder sloeg uit op het Koediep.
Waterstaatkundig gezien ligt het gebied sinds 2000 binnen dat van het waterschap Hunze en Aa's.